# トップテンシリーズ
「トップテン」シリーズは、1969年から1990年にかけて、日本テレビ系列で月曜20時台の枠で生放送されたランキング形式の歌謡番組シリーズ。3番組制作された。全1030回放送。

## 歴史
- 日本テレビの月曜20時台は、1953年の開局以来、長きに渡ってドラマ枠が続いていたが、やがてヒット作が少なくなった。折しも各局では、歌謡番組が流行っていた。そこで日本テレビも、かつて放送された『百万ドルの饗宴』（1963年10月 - 1966年10月。木曜20時）を母体に、『NHK紅白歌合戦』形式を織り込んだ独自の歌謡番組『NTV紅白歌のベストテン』を1969年10月6日に開始、ここに一連の「トップテンシリーズ」はスタートした。
- 『紅白歌のベストテン』は、アイドル歌手が人気を上げた1973年頃から一気にヒット番組となり、11年半放送した。
- 1981年4月6日からは、紅白対抗からランキング形式に変え、引き続き堺正章と榊原郁恵（『紅白歌のベストテン』最末期のキャプテン）を司会にした『ザ・トップテン』を開始、「ザ・ベストテン」（TBS）では当時は実施していなかった公開形式を採用し、『紅白歌のベストテン』を上回る視聴率を上げた。
- 1986年4月7日からは、司会を徳光和夫と石野真子に変えて『歌のトップテン』にリニューアル。1年後の1987年4月6日から島田紳助と和田アキ子に司会を変え、1988年10月からは『紅白歌のベストテン』時代からの渋谷公会堂からの公開生放送を中止し、スタジオ生放送に移行したが、人気は落ちる事はなかった。そして1989年9月に『ザ・ベストテン』が終了すると、『歌のトップテン』は唯一のランキング歌謡番組として放送されることとなる。
- 歌謡番組衰退はトップテンにも影響し、1990年3月26日で終了。この日19時から放送された2時間の特別番組『今夜で最後!すべて見せます 紅白歌のベストテンから歌のトップテン 〜さよなら、ありがとう〜』をもって、足掛け20年半、放送回数1030回に亘るシリーズ番組の歴史に幕を下ろした。そして半年後には、フジテレビでも『夜のヒットスタジオSUPER』も終了し、歌謡番組は「冬の時代」を迎える。
- 2022年11月6日、サンバリュ枠（関東ローカル）で『歌のシン・トップテン』として令和時代に初めて放送。2022年現在の10代・20代に人気の高い昭和の名曲を10代・20代の歌手がカバーするコンセプト。司会：バカリズム、進行：松丸亮吾、アシスタント：森富美[1][2][3]。

## 放送された番組
- NTV紅白歌のベストテン（1969年10月6日 - 1981年3月30日、全594回）
- ザ・トップテン（1981年4月6日 - 1986年3月31日、全256回）
- 歌のトップテン（1986年4月7日 - 1990年3月26日、全180回）
  - 「NTV紅白歌のベストテン」では系列局代表の電話審査員に参加するか、「ザ・トップテン」と「歌のトップテン」ではハガキで曲をリクエストし、運がよかった視聴者（毎週30名）には、番組提供スポンサーからの賞品（例として花王からはカオーフェザー・メリット・ピュア・エッセンシャルなどシャンプー・リンスのレギュラーサイズといったヘアケアシリーズ半年分、江崎グリコからはアーモンドチョコレート・ポッキー・プリッツなど、コカ・コーラ ボトラーズからはTシャツ・トレーナーなどのオリジナル ノベルティ・グッズ、ネッスル日本→ネッスルからはネスカフェ・ニド・クレマトップ・ブライト等の詰め合わせ「ネッスル ギフト・セット」、日清食品からはカップヌードルなどの主力製品1ケースなど）がプレゼントされた。なお、「歌のトップテン」ではこれらに加えてテレホンカードなどの番組特製ノベルティも併せてプレゼントされた。

## 主な記録
- 最高視聴率 - 28.8%（『ザ・トップテン』、1982年5月17日放送）[4]
  - 『紅白歌のベストテン』は最高28.3%（1973年12月24日放送）[5]（ビデオリサーチ・関東地区調べ）
- 歴代最長司会者
  - 女性 - 榊原郁恵（『紅白歌のベストテン』『ザ・トップテン』、1979年11月〜1986年3月）[4]
  - 男性 - 堺正章（『紅白歌のベストテン』『ザ・トップテン』、1969年10月〜1986年3月）[6]
- 最多出場歌手トップ3（『紅白歌のベストテン』500回放送までの集計）
  - 女性 - 和田アキ子（144回）、森昌子（139回）、桜田淳子（135回）[7]
  - 男性 - 野口五郎（195回）、フォーリーブス（161回）、五木ひろし（147回）[7]
- 最多週1位獲得楽曲
  - 女性 - 渚ゆう子「京都の恋」（13週連続。『紅白歌のベストテン』、1970年）[7]
  - 男性 - 宮史郎とぴんからトリオ「女のみち」（16週連続。『紅白歌のベストテン』、1972年）[7]

## ネットしていた局
系列は現在の系列。○は現在他系列局だが、放送当時日本テレビ系と他系列とのクロスネットだった局。
| 放送対象地域           | 放送局             | 系列                                         | 備考                                                                                    |
| ---------------------- | ------------------ | -------------------------------------------- | --------------------------------------------------------------------------------------- |
| 関東広域圏             | 日本テレビ         | 日本テレビ系列                               | 制作局                                                                                  |
| 北海道                 | 札幌テレビ         | 日本テレビ系列                               |                                                                                         |
| 青森県                 | 青森放送           | 日本テレビ系列                               |                                                                                         |
| 岩手県                 | テレビ岩手         | 日本テレビ系列                               | 1969年12月開局から                                                                      |
| 宮城県                 | ミヤギテレビ       | 日本テレビ系列                               | 1975年10月から                                                                          |
| 秋田県                 | 秋田放送           | 日本テレビ系列                               |                                                                                         |
| 山形県                 | 山形放送           | 日本テレビ系列                               |                                                                                         |
| 福島県                 | 福島中央テレビ     | 日本テレビ系列                               | 1971年10月の福島テレビとのネット交換から                                                |
| 山梨県                 | 山梨放送           | 日本テレビ系列                               |                                                                                         |
| 新潟県                 | テレビ新潟         | 日本テレビ系列                               |                                                                                         |
| 長野県                 | テレビ信州         | 日本テレビ系列                               | 1980年10月開局から                                                                      |
| 静岡県                 | 静岡けんみんテレビ | テレビ朝日系列                               | ○1978年7月開局から1979年6月まで 現・静岡朝日テレビ                                      |
| 静岡県                 | 静岡第一テレビ     | 日本テレビ系列                               | 1979年7月開局から                                                                       |
| 富山県                 | 北日本放送         | 日本テレビ系列                               |                                                                                         |
| 福井県                 | 福井放送           | 日本テレビ系列 テレビ朝日系列                |                                                                                         |
| 中京広域圏             | 名古屋テレビ       | テレビ朝日系列                               | ○1973年3月まで                                                                          |
| 中京広域圏             | 中京テレビ         | 日本テレビ系列                               | 1973年4月から                                                                           |
| 近畿広域圏             | 読売テレビ         | 日本テレビ系列                               |                                                                                         |
| 鳥取県 →鳥取県・島根県 | 日本海テレビ       | 日本テレビ系列                               | 1972年9月までの放送エリアは鳥取県のみ 電波相互乗り入れに伴い島根県でも放送              |
| 広島県                 | 広島テレビ         | 日本テレビ系列                               | 1975年10月から                                                                          |
| 山口県                 | 山口放送           | 日本テレビ系列                               |                                                                                         |
| 徳島県                 | 四国放送           | 日本テレビ系列                               |                                                                                         |
| 香川県 →香川県・岡山県 | 西日本放送         | 日本テレビ系列                               | 1983年3月までの放送エリアは香川県のみ 1983年4月から電波相互乗り入れに伴い岡山県でも放送 |
| 愛媛県                 | 南海放送           | 日本テレビ系列                               |                                                                                         |
| 高知県                 | 高知放送           | 日本テレビ系列                               |                                                                                         |
| 福岡県                 | 福岡放送           | 日本テレビ系列                               |                                                                                         |
| 長崎県                 | テレビ長崎         | フジテレビ系列                               | ○1981年10月から                                                                         |
| 熊本県                 | くまもと県民テレビ | 日本テレビ系列                               | 1982年4月開局から                                                                       |
| 大分県                 | テレビ大分         | フジテレビ系列 日本テレビ系列                | 1973年4月から                                                                           |
| 宮崎県                 | テレビ宮崎         | フジテレビ系列 日本テレビ系列 テレビ朝日系列 | 1975年10月から                                                                          |
| 鹿児島県               | 鹿児島テレビ       | フジテレビ系列                               | ○1982年10月から                                                                         |
| 沖縄県                 | 沖縄テレビ         | フジテレビ系列                               | 1983年10月から                                                                          |

## 関連項目

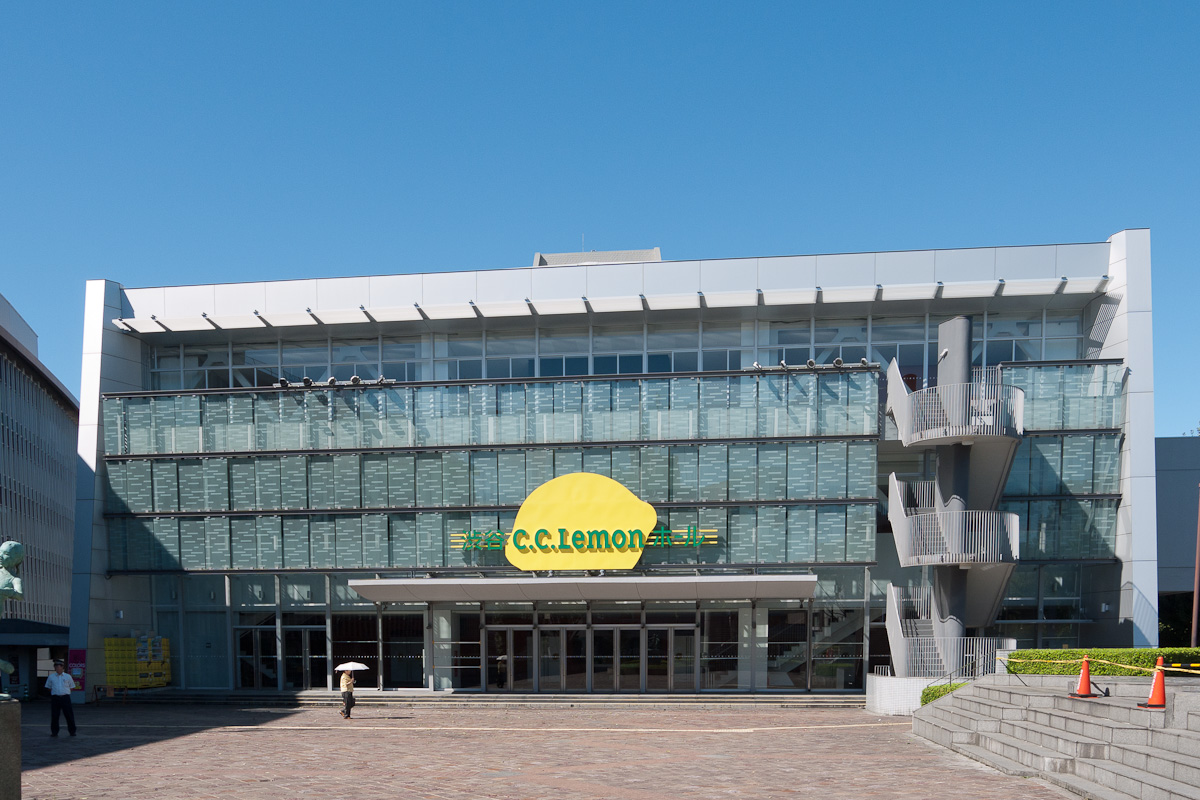
1988年9月まで主に番組の生放送が行われていた渋谷公会堂